# Papiernia (powiat konecki)
Papiernia – wieś w Polsce położona w województwie świętokrzyskim, w powiecie koneckim, w gminie Fałków.
| SIMC    | Nazwa   | Rodzaj    |
| ------- | ------- | --------- |
| 0539093 | Reczków | część wsi |

W latach 1975–1998 miejscowość należała administracyjnie do województwa piotrkowskiego.
W 2011 miejscowość zamieszkiwały 64 osoby.
Wierni Kościoła rzymskokatolickiego należą do parafii św. Łukasza w Skórkowicach.